# Ådne Søndrål
Ådne Søndrål (Notodden, 10 de mayo de 1971) es un deportista noruego que compitió en patinaje de velocidad sobre hielo. 
Participó en cuatro Juegos Olímpicos de Invierno, obteniendo en total tres medallas en la prueba de 1500 m: plata en Albertville 1992, oro en Nagano 1998 y bronce en Salt Lake City 2002, y el cuarto lugar en Lillehammer 1994, en la misma prueba.
Ganó diez medallas en el Campeonato Mundial de Patinaje de Velocidad sobre Hielo en Distancia Individual entre los años 1996 y 2001.

## Palmarés internacional
| Juegos Olímpicos                           | Juegos Olímpicos                | Juegos Olímpicos  | Juegos Olímpicos |
| Año                                        | Lugar                           | Medalla           | Prueba           |
| ------------------------------------------ | ------------------------------- | ----------------- | ---------------- |
| 1992                                       | Albertville (Francia)           | Medalla de plata  | 1500 m           |
| 1998                                       | Nagano (Japón)                  | Medalla de oro    | 1500 m           |
| 2002                                       | Salt Lake City (Estados Unidos) | Medalla de bronce | 1500 m           |
| Campeonato Mundial en Distancia Individual |                                 |                   |                  |
| Año                                        | Lugar                           | Medalla           | Prueba           |
| 1996                                       | Hamar (Noruega)                 | Medalla de plata  | 1000 m           |
| 1996                                       | Hamar (Noruega)                 | Medalla de plata  | 1500 m           |
| 1997                                       | Varsovia (Polonia)              | Medalla de oro    | 1000 m           |
| 1997                                       | Varsovia (Polonia)              | Medalla de plata  | 1500 m           |
| 1998                                       | Calgary (Canadá)                | Medalla de oro    | 1500 m           |
| 1999                                       | Heerenveen (Países Bajos)       | Medalla de plata  | 1500 m           |
| 2000                                       | Nagano (Japón)                  | Medalla de oro    | 1000 m           |
| 2000                                       | Nagano (Japón)                  | Medalla de plata  | 1500 m           |
| 2001                                       | Salt Lake City (Estados Unidos) | Medalla de oro    | 1500 m           |
| 2001                                       | Salt Lake City (Estados Unidos) | Medalla de plata  | 1000 m           |